# Hidden Lake (Cozette Burn)
Der Hidden Lake ist ein Gebirgssee im Southland District der Region Southland auf der Südinsel von Neuseeland.

## Namensherkunft
Der Name für den See wurde auf Vorschlag des Direktors des Canterbury Museum, Roger Duff, vergeben, nachdem der See im Jahr 1955 bei der Fiordland-Expedition des Museums entdeckt wurde.

## Geographie
Der See befinden sich auf einer Höhe von 415 m im Fiordland National Park, östlich der Museum Range. Mit einer Flächenausdehnung von 22,4 Hektar erstreckt sich der See über eine Länge von rund 890 m in Nordnordwest-Südsüdost-Richtung und misst an seiner breitesten Stelle rund 310 m in Westsüdwest-Ostnordost-Richtung. Der Seeumfang beträgt rund 2,32 km.
Gespeist wird der Hidden Lake von dem von Norden kommenden Cozette Burn, der den See nach Süden hin auch entwässert. Der Cozette Burn wird später mit den Bedivere Falls zum Camelot River, der dann weiter westlich in den Gaer Arm des Kaikiekie / Bradshaw Sound mündet.